# كيني إيرل
كيني إيرل (بالإنجليزية: Kenny Earl)‏ هو طبال أمريكي، ولد في 24 ديسمبر 1964 في ناشفيل في الولايات المتحدة.

## وصلات خارجية
- كيني إيرل على موقع ميوزك برينز (الإنجليزية)
- كيني إيرل على موقع ديسكوغز (الإنجليزية)
- كيني إيرل على موقع ديسكوغز (الإنجليزية)